# Ortakioi
Ortakioi (gr. Ορτάκιοϊ, tur. Ortaköy) – wieś na Cyprze, w dystrykcie Nikozja.